# Wereldtentoonstelling van 1900

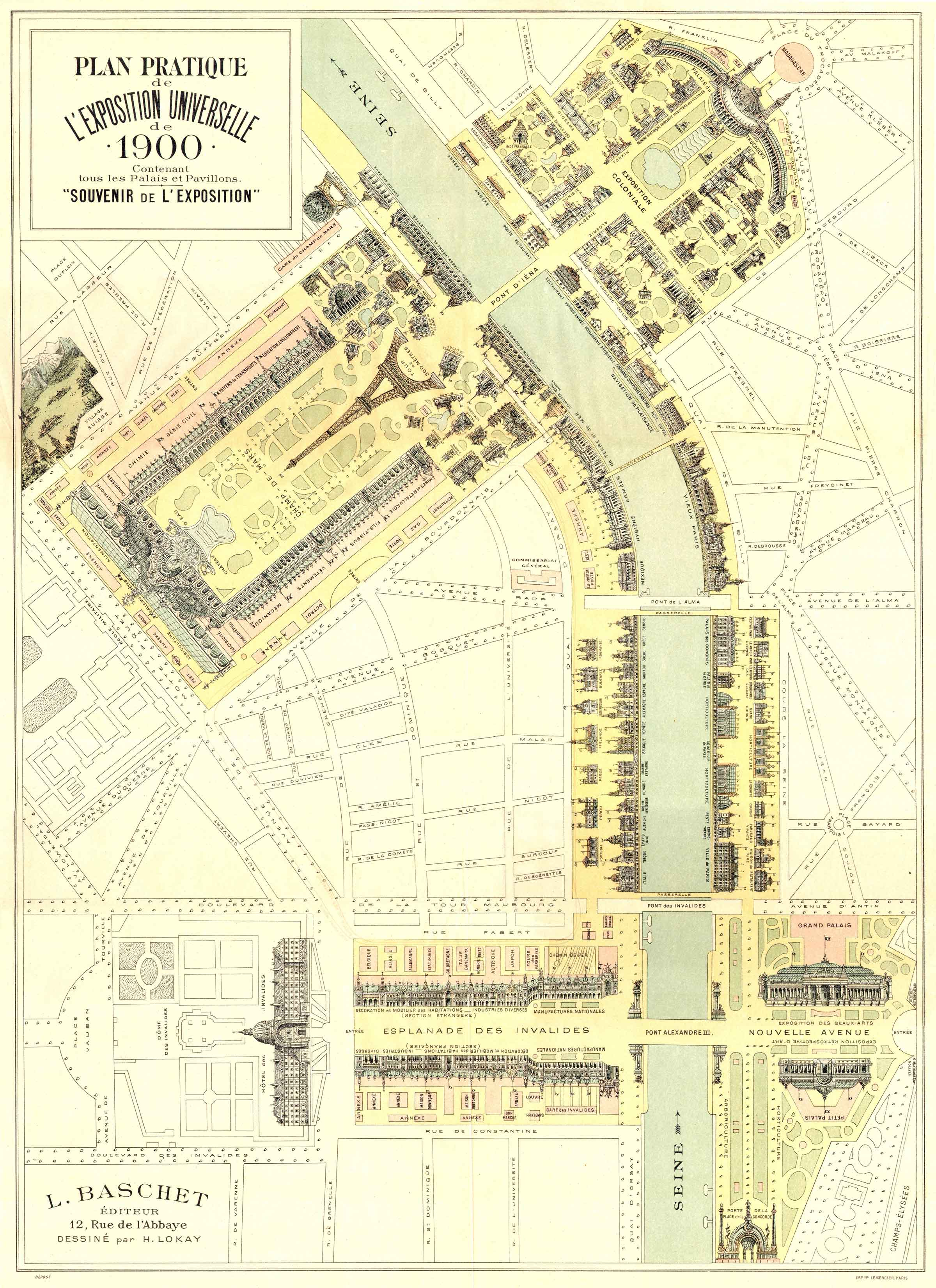
Plan Pratique

De Exposition Universelle van 1900 was een wereldtentoonstelling die van 15 april tot 12 november 1900 werd gehouden in Parijs. Thema's van deze wereldtentoonstelling waren de viering van alles wat in de afgelopen eeuw was bereikt en de promotie van de technologische en maatschappelijke ontwikkeling in de volgende eeuw. Het Bureau International des Expositions heeft de tentoonstelling achteraf erkend als de 13e universele wereldtentoonstelling. Meer dan 50 miljoen mensen bezochten de tentoonstelling; destijds was dit een wereldrecord. In totaal stonden er 76.000 exposanten, verspreid over een gebied van 1,12 km². De Franse overheid verdiende 7 miljoen frank aan de tentoonstelling. 
Het terrein van de wereldtentoonstelling spreidde zich - net als in 1889 - uit van het Trocadéro op de rechteroever van de Seine, via de omliggende kades tot het op de rive gauche gelegen Champ-de-Mars, het open park van de Eiffeltoren tot de École militaire. Een aantal van de bekendste bouwwerken in Parijs werden gebouwd voor de wereldtentoonstelling van 1900, waaronder de spoorwegstations Gare de Lyon en Gare d'Orsay, de Pont Alexandre-III, het Grand Palais en het Petit Palais. De eerste lijn van de Metro van Parijs werd tijdens de tentoonstelling in gebruik genomen. Een deel van de tentoonstelling waren de Olympische Zomerspelen van 1900, die over een periode van vijf maanden plaatsvonden. Deze spelen werden gekenmerkt door het feit dat voor het eerst vrouwen deelnamen. Bij bepaalde sporten deden multinationale teams mee.

## Prestaties
De Exposition Universelle was de plek waar voor het eerst geluidsfilms en roltrappen werden tentoongesteld. Op de tentoonstelling demonstreerde Rudolf Diesel zijn dieselmotor, die op puur plantaardige olie liep. Op de tentoonstelling werden tevens veel panorama’s en verbeteringen van de techniek van het maken van panorama’s getoond.
Centraal op de expositie stond de Great Exposition Refractor, een refractor-telescoop met een diameter van 1,25 m en een optische tube van 60 m lang en 1,5 m in diameter.
De expositie had een eigen Palais l'Electrique. Een van de bezienswaardigheden was de rue de l'avenir (straat van de toekomst), een 3½ kilometer lang elektrisch rolpad dat op een 7 meter hoge brug langs het expositieterrein voerde.

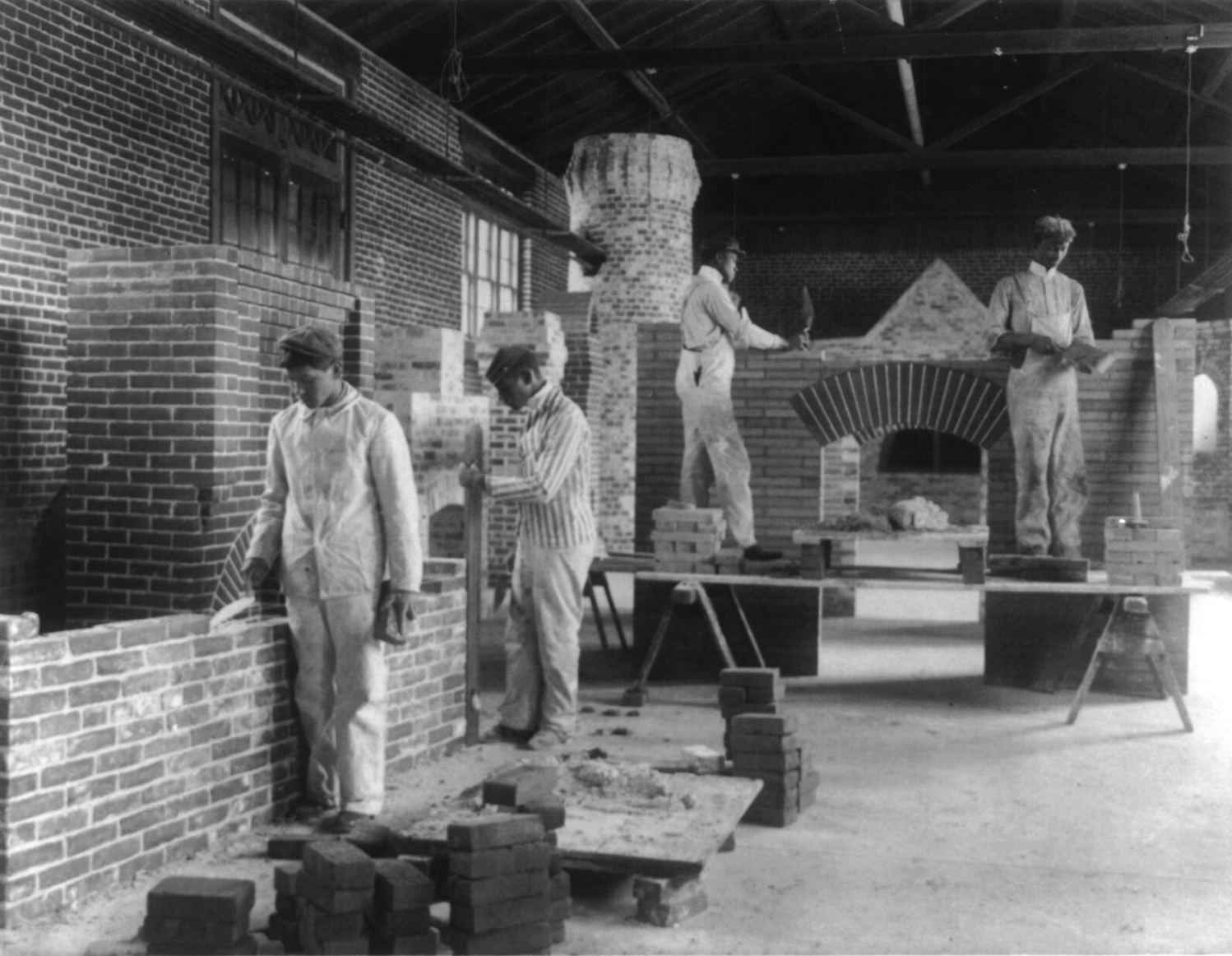
Een van de foto's van FB Johnston
(1899), Library of Congress

De tentoonstelling bevatte ook de Exposé nègre, waarbij foto’s door Frances Benjamin Johnston van haar negroïde studenten aan het Hampton Instituut tentoon werden gesteld. Deze tentoonstelling werd deels door Booker T. Washington georganiseerd en was bedoeld om aan te tonen hoe Afro-Amerikanen op een positieve manier bijdroegen aan de Amerikaanse gemeenschap. Ten tijde van de tentoonstelling vonden er in de Verenigde Staten nog veel lynchpartijen plaats. Deze tentoonstelling werd gedeeld met een volkstentoonstelling.
Tijdens de wijnwedstrijd die op de tentoonstelling werd gehouden, versloeg een Russische wijn alle Franse wijnen voor de titel 'Grand Prix de Champagne'. Campbell's kreeg er de gouden medaille, die nog altijd op hun logo staat afgebeeld.
Blikvanger in het 'Paleis voor Decoratie, Meubilering en Diverse Industrieën' was het eierschaalporselein van de plateelbakkerij Rozenburg.
Een speciaal comité geleid door Gustave Eiffel reikte een gouden medaille uit aan Lavr Proskoerjakovs project voor de Krasnojarskbrug.

## Nederland
Minister en koloniaal ondernemer Jacob Theodoor Cremer was aangesteld als het hoofd van de centrale Nederlandse commissie voor de Parijse Wereldtentoonstelling. De commissie had onder invloed van Cremer ervoor gekozen een paviljoen over Nederlands-Indië te bouwen, waarbij de nadruk lag op de cultuurhistorie. De commissie besloot een replica van de Javaanse boeddhistische tempel Candi Sari te laten nabouwen in het koloniale gedeelte bij het Trocadéro op de rive droite. Cornelis Marinus Pleyte, oud-conservator van het Rijks Ethnographisch Museum in Leiden en het Ethnographisch Museum Artis in Amsterdam had voor deze expositie 28 beelden van hindoegoden in Bali laten maken. 
Na de keuze voor deelname aan het koloniale gedeelte van deze wereldtentoonstelling was er geen geld meer beschikbaar voor ook nog een echt nationaal paviljoen; Nederland was dan ook niet vertegenwoordigd in de 'Rue des nations' waar de landenpaviljoens zich bevonden maar er was wel een Nederlands paviljoen waar ondernemers en ontwerpers meubelen, sieraden en kunstnijverheid tentoonstelden. Hier waren een aantal toonkamers ingericht met diverse zaken en een ervan was een toonkamer waarin een leefameublement met een beroemde acht meter lange kastenwand van Berlage stond. Het complete ameublement. vervaardigd door het meubelbedrijf J.B. Hillen was uitgevoerd in eikenhout en het houtsnijwerk van de kasten was uitgevoerd door Kees Oosschot. De kastenwand bestond uit losse kasten die aan elkaar geschakeld konden worden. Dit ontwerp won de gouden medaille.. Van deze kastenwand is slechts één kast overgebleven die in het Kunstmuseum Den Haag staat. De andere kasten zijn voor zover bekend verloren gegaan.

### Indisch paviljoen

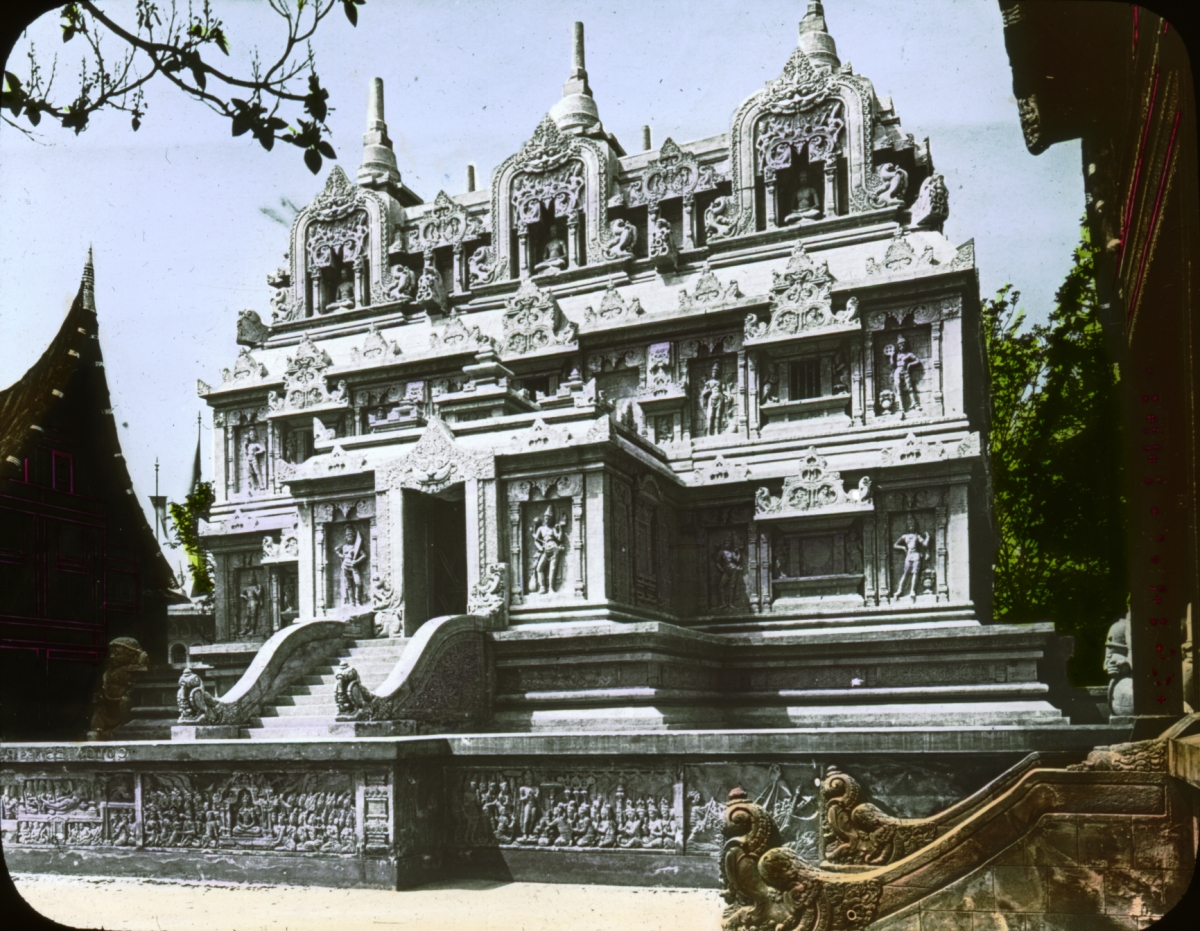
Replica van de Candi Saritempel uit Java
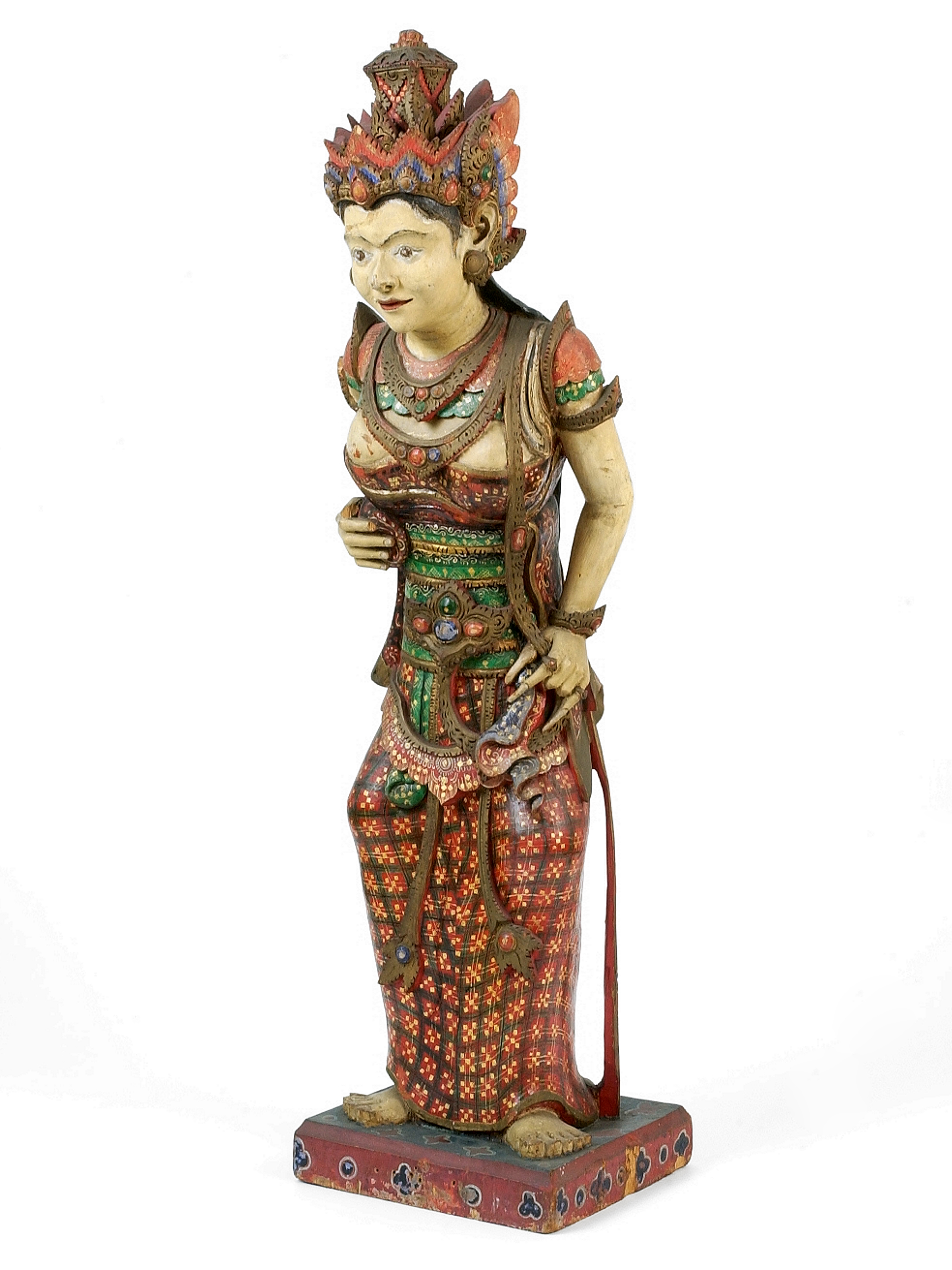
Beeld van Uma, de gemalin van Shiva
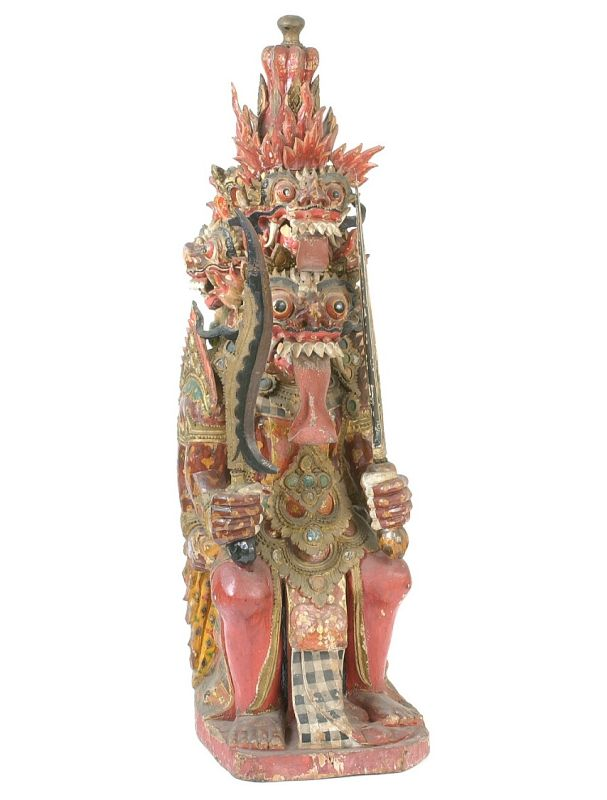
Beeld van Brahma
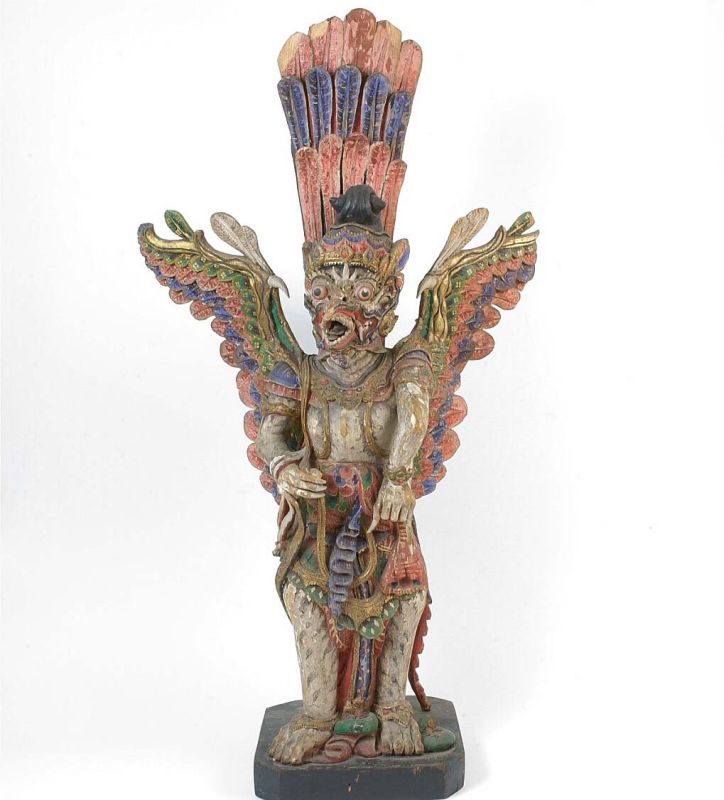
Beeld van Garuda, het rijdier van Vishnu
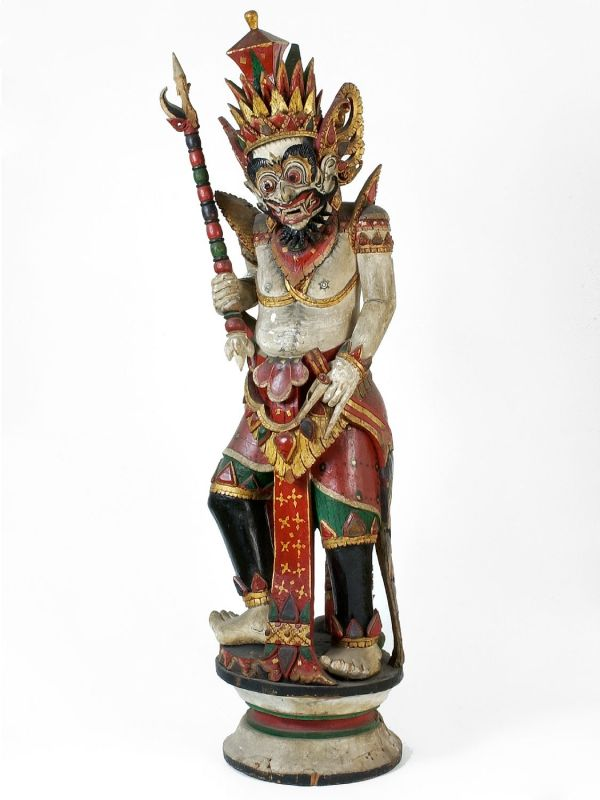
Beeld van de hellegod Yama
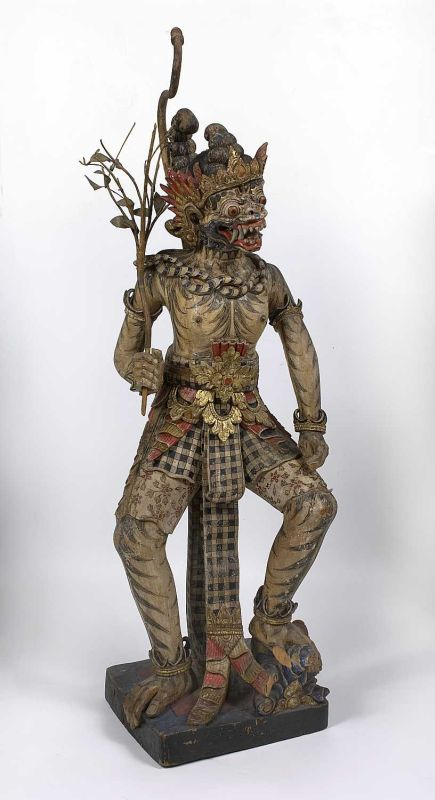
Beeld  van Hanuman, de generaal van het apenleger

### Beelden van verschillende landenpaviljoens

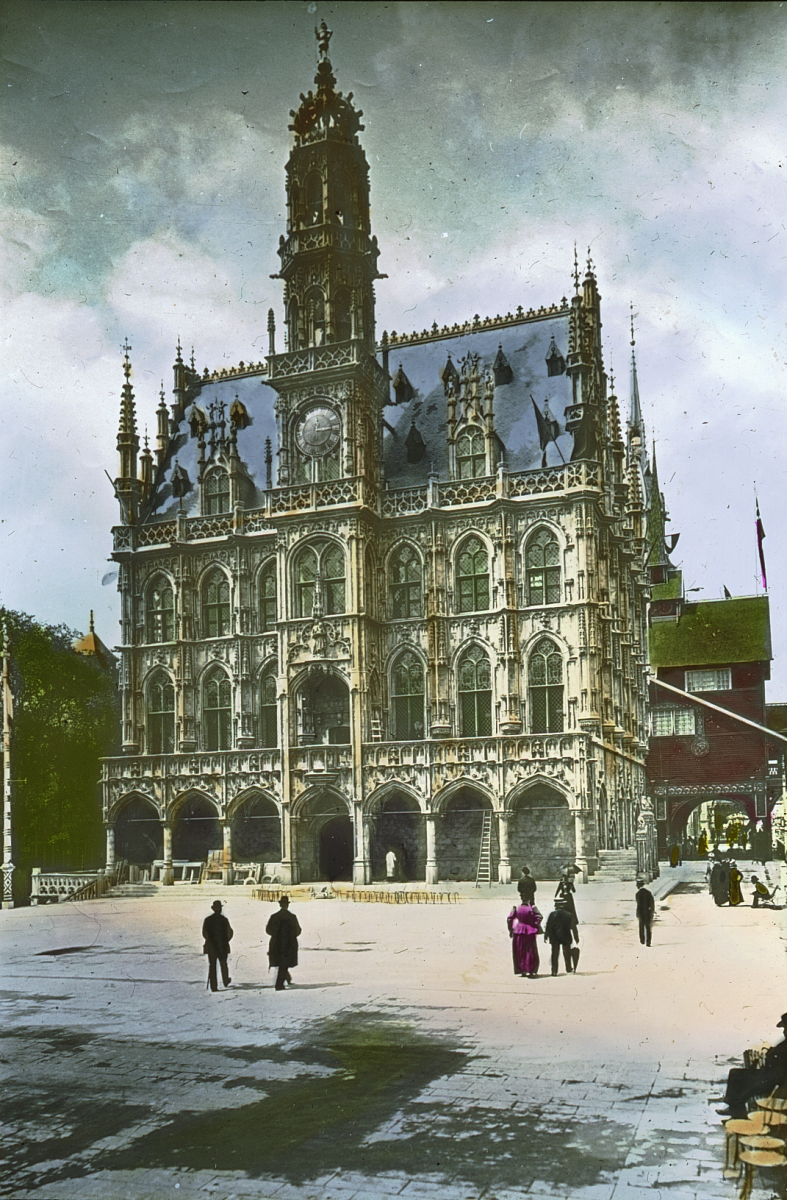
België
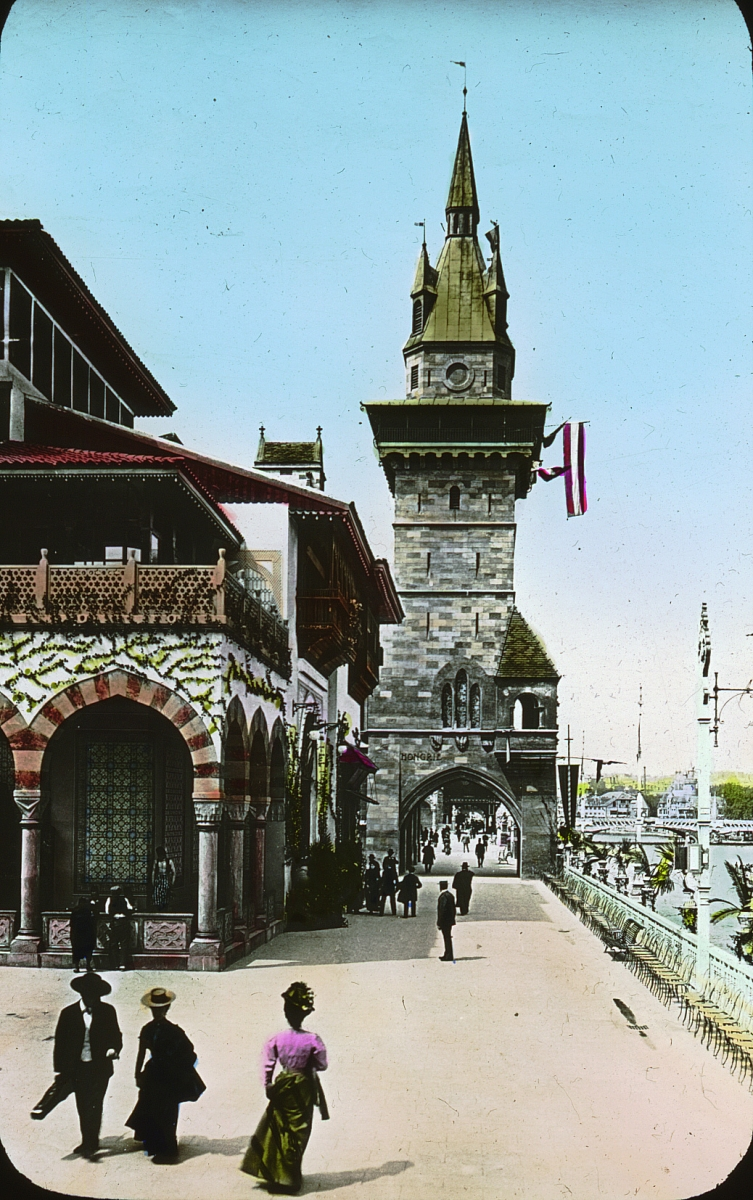
Bosnië en Herzegovina
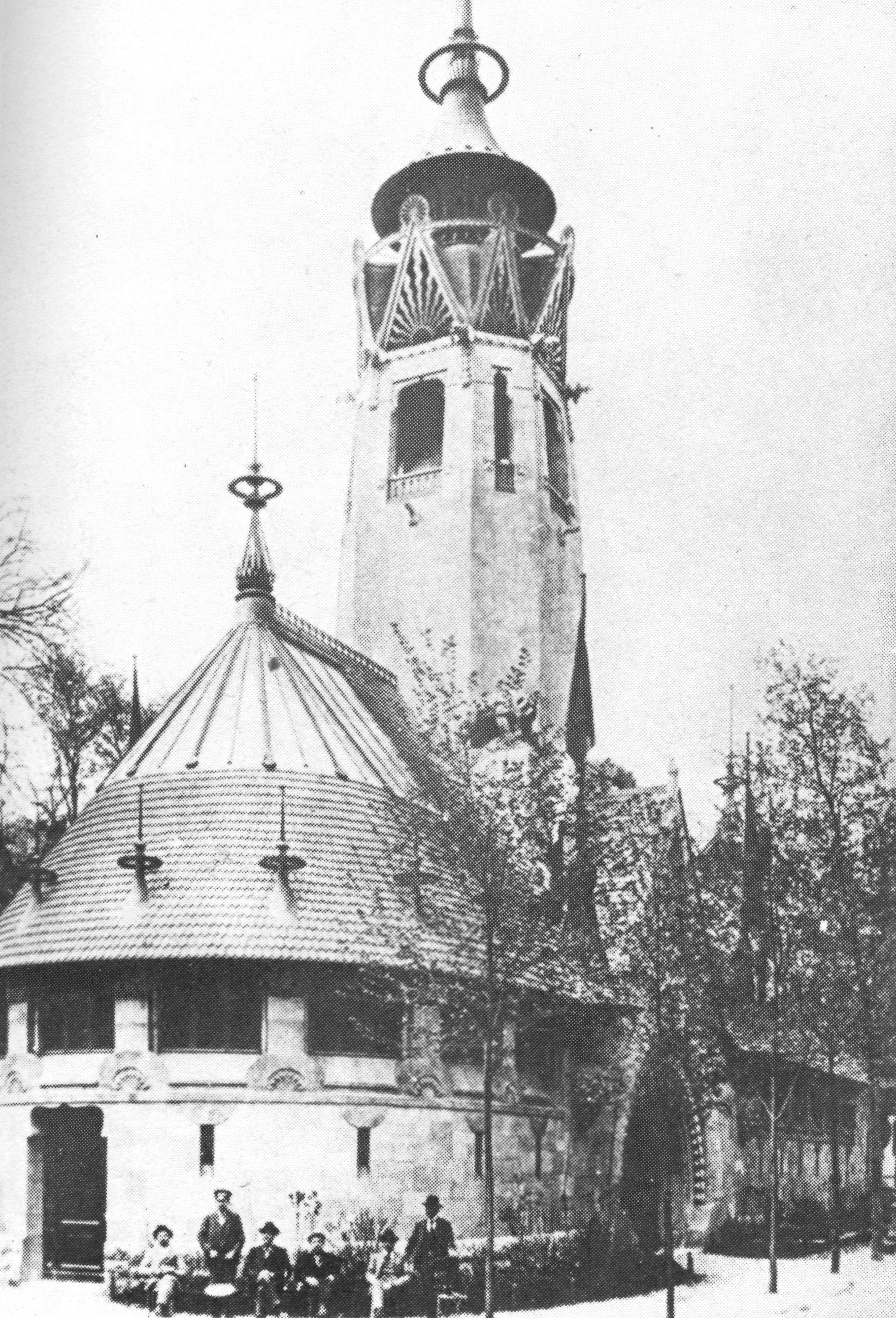
Grootvorstendom Finland
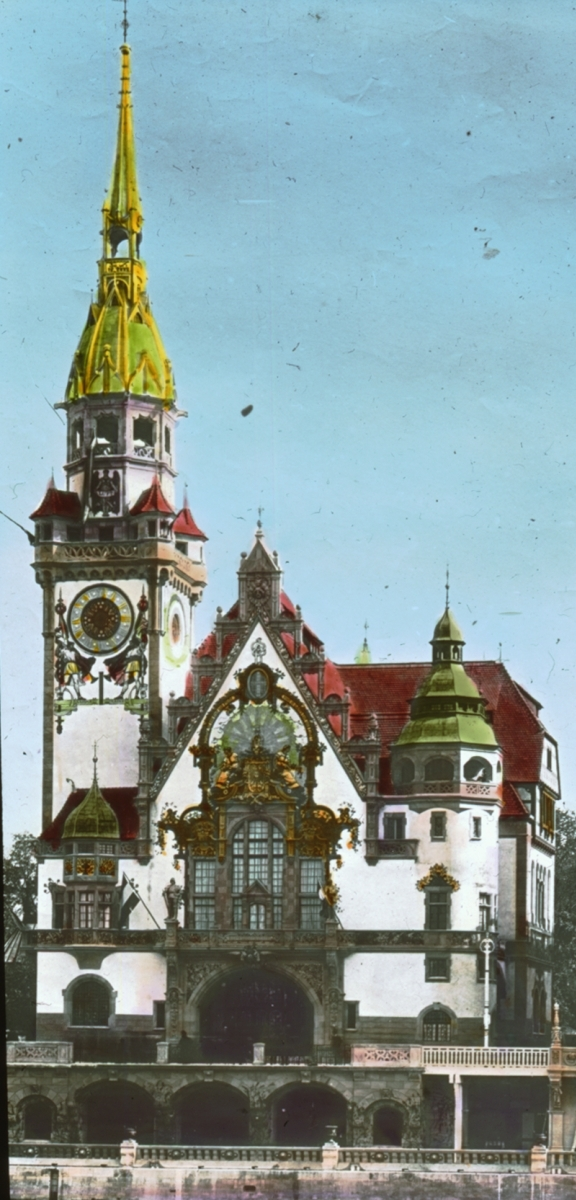
Duitsland
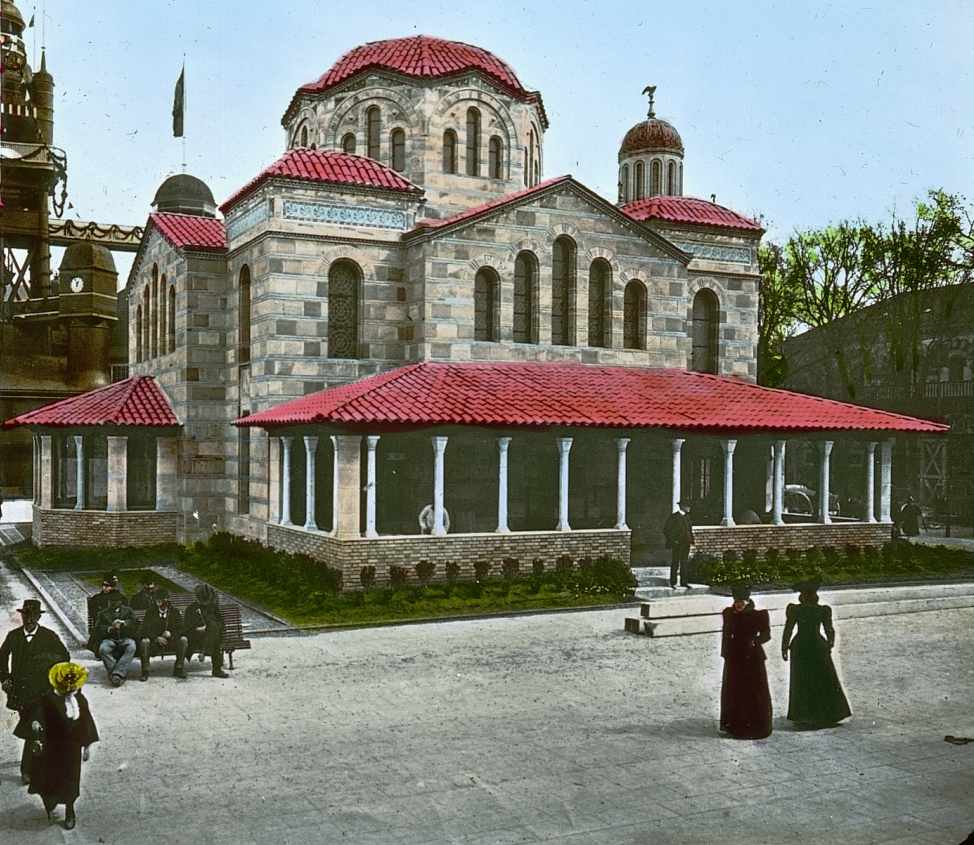
Griekenland
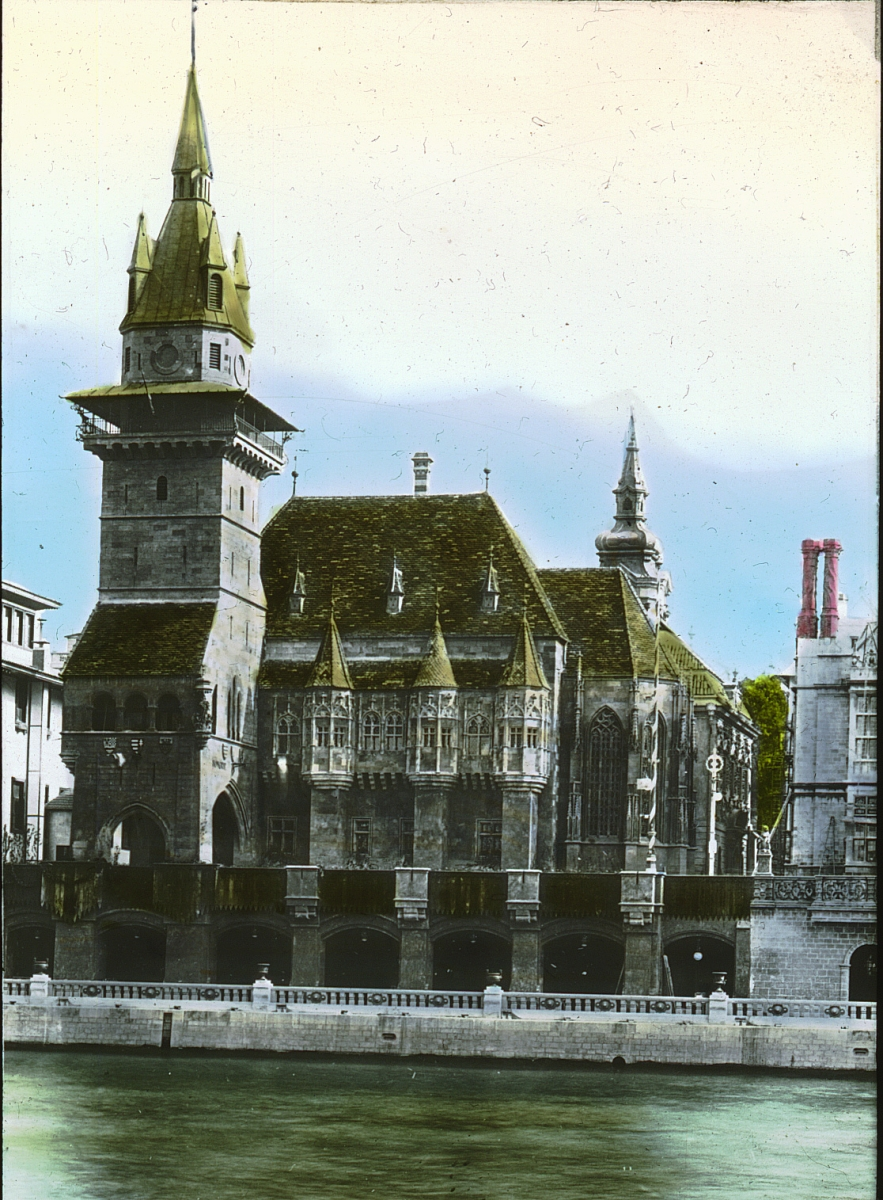
Hongarije
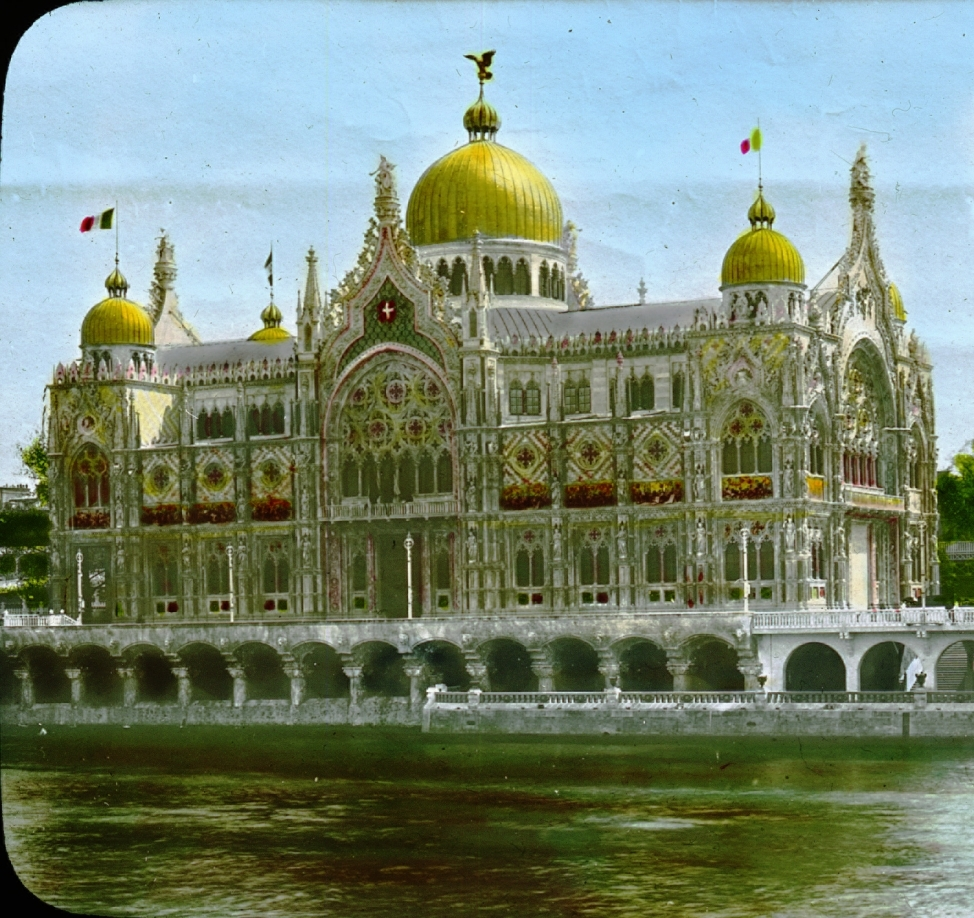
Italië
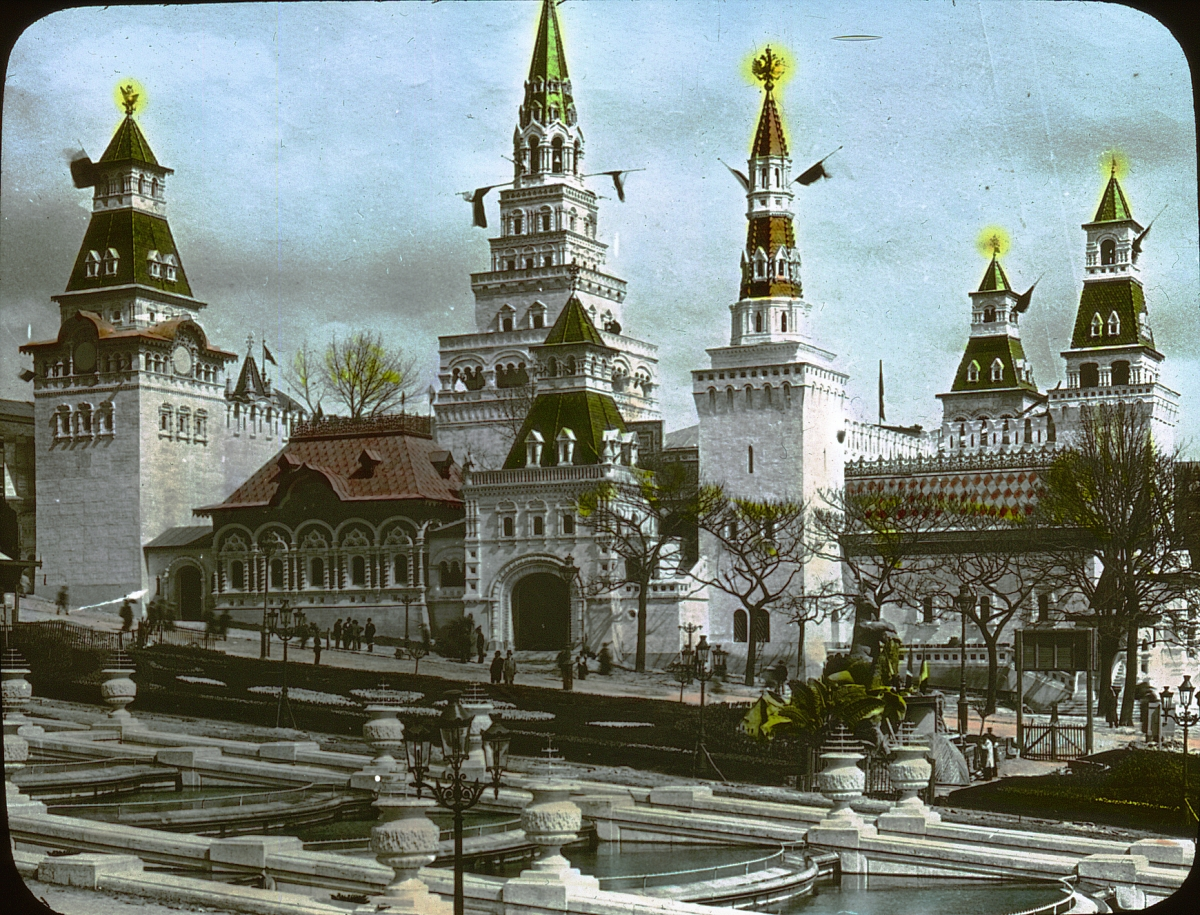
Rusland
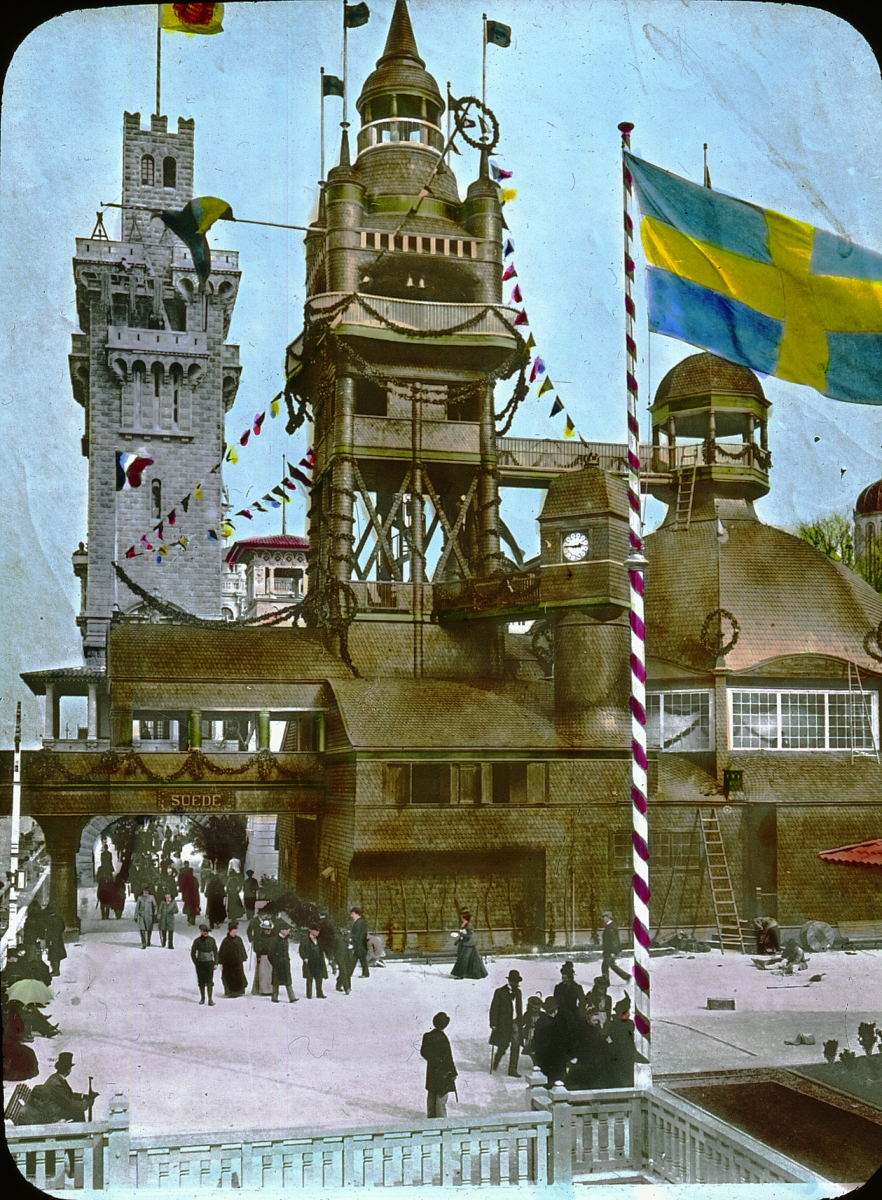
Zweden
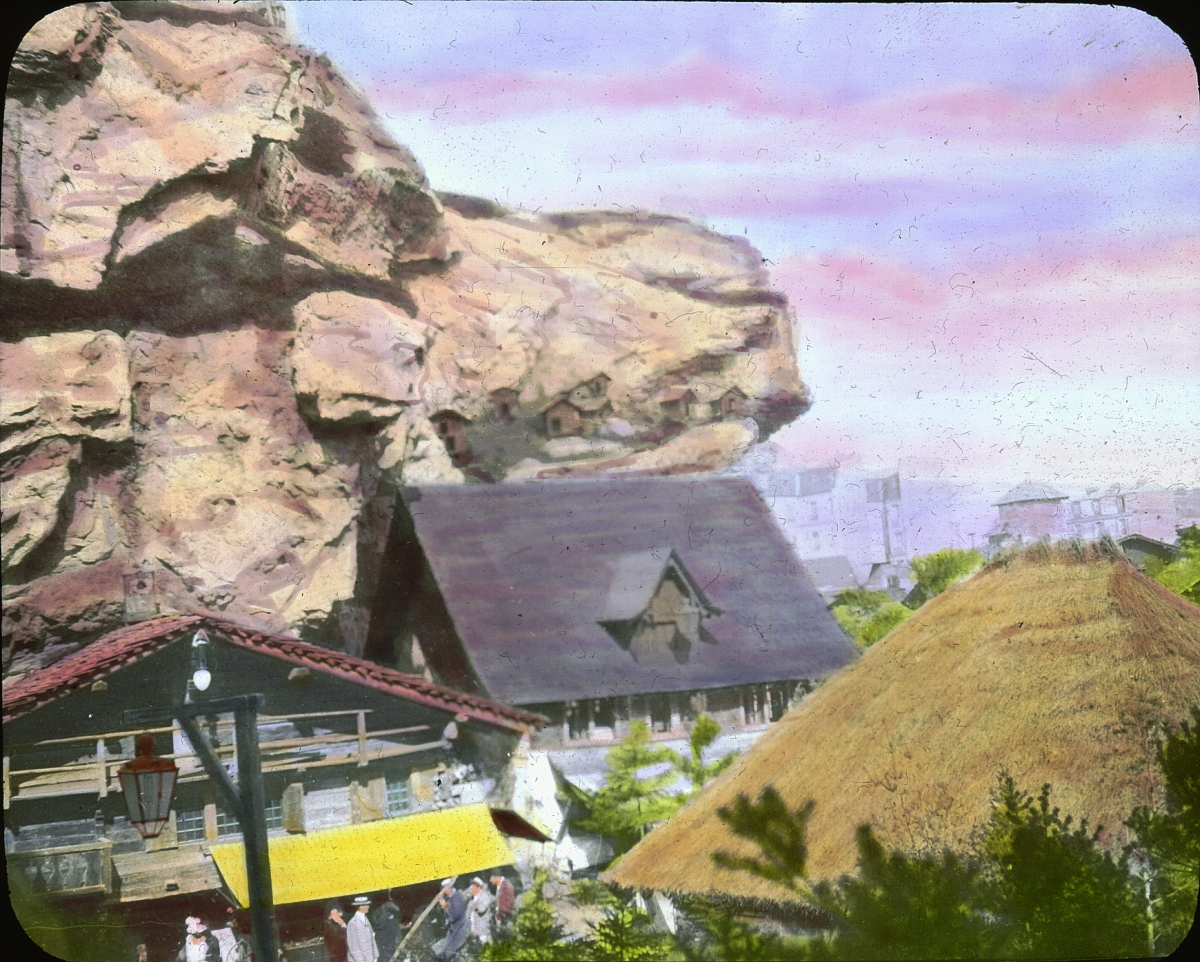
Zwitserland
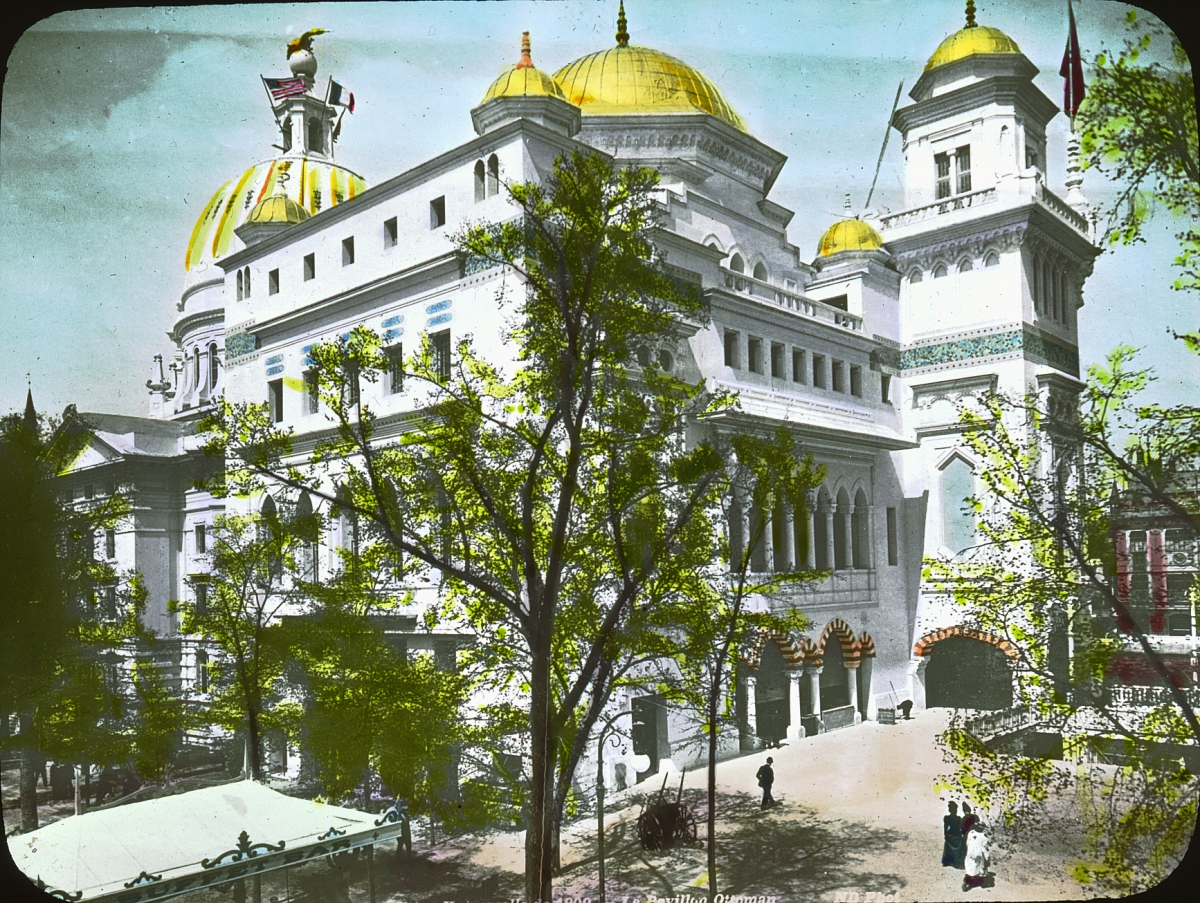
Turkije
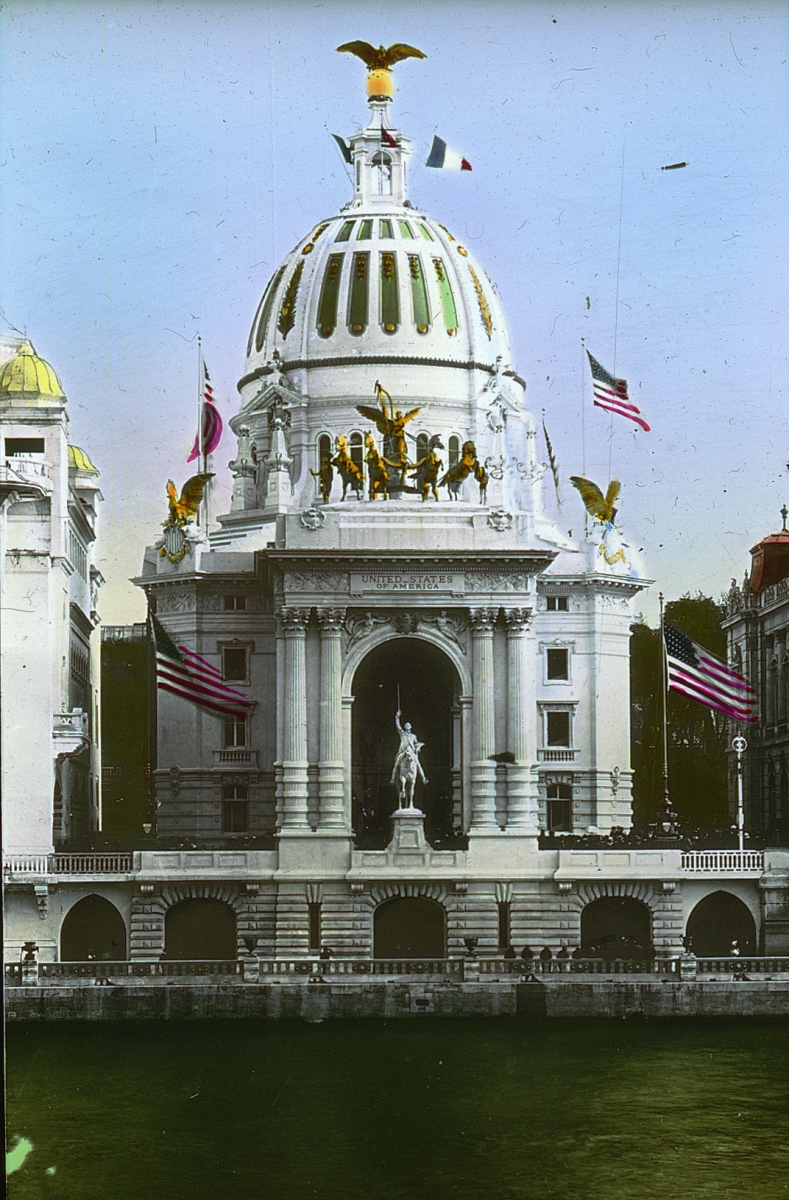
Verenigde Staten

## Deelnemers
- België: Léonce Evrard (Grand Prix)